# Tributo del Halcón Maltés

Cruz de Malta.

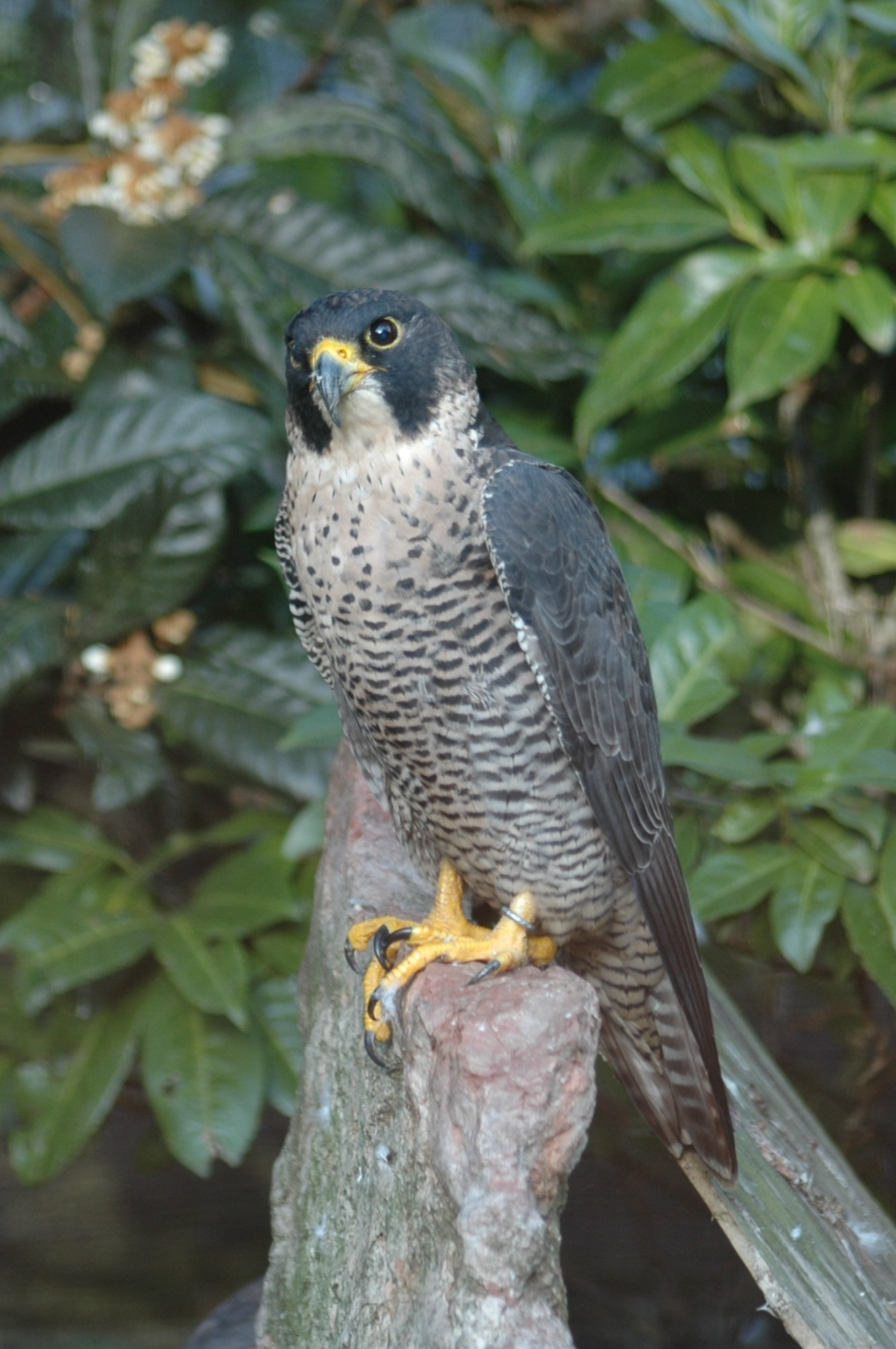
Halcón peregrino, animal muy apreciado para la cetrería.

El tributo del Halcón Maltés es un tributo que el Emperador Carlos V impuso a la Orden de Malta a cambio de la cesión de la soberanía de la Isla de Malta. Por ello, dicha orden debía entregar anualmente un halcón entrenado para la cetrería al reino de España.

## Historia
El 23 de marzo de 1530, el Emperador Carlos V cede la soberanía de la isla de Malta a la Orden de San Juan de Jerusalén (Orden de Malta) a perpetuidad, junto a los enclaves de Gozo y Trípoli, a condición de que anualmente le entreguen como tributo un halcón maltés, y que cumplan su religión y sus ideales.
La condición que Don Carlos impone es que la Orden reconozca poseer la isla como vasallos del César –en su calidad de rey de las Dos Sicilias– y de sus sucesores, imponiendo, en el Acta de cesión de la isla, firmada en Castello Franco, el pago de un tributo anual: un halcón maltés adiestrado para la caza de cetrería, entregado por Todos los Santos. En el siglo XVI el halcón era recibido por el Virrey de Sicilia y que en los siglos posteriores se entregaba en la Corte al Rey de España. Desde la fecha, los ya Caballeros de la Orden de Malta, cumplieron con su obligación hasta que fueron expulsados de este enclave por las tropas de Napoleón en 1798.

## sigloXXI
El 11 de abril de 2003 se conmemoró, con una singular ceremonia presidida por el concejal de Carabanchel, Carlos Izquierdo en el templo de San Sebastián, el 525º aniversario del fuero, por el cual se asignaba al Concejo madrileño de Carabanchel Bajo el privilegio de asentar al Real Gremio de Halconeros de España.
En el año 2005 el Real Gremio español recupera esa tradición, haciendo entrega a Su Majestad el Rey don Juan Carlos de un ejemplar de esta ave de presa, especialmente apreciada en el arte de la cetrería.
El Real Gremio de Halconeros de España es una asociación heredera de los antiguos maestros de la cetrería, estrechamente ligados con la monarquía y la aristocracia. La entidad tiene como Patrono Mayor Perpetuo al Rey Don Juan Carlos I, siendo Halconero Mayor del Reino en 2007, Antonio de Castro García Tejada.